# Шерлок Холмс (кіносимфонія)
«Володимир Дашкевич. Кіносимфонія „Шерлок Холмс“» (рос. «Владимир Дашкевич. Киносимфония „Шерлок Холмс“») — музичний альбом, кіносимфонія російського композитора Володимира Дашкевича до телесеріалу «Пригоди Шерлока Холмса і доктора Ватсона».
Вперше виданий 1997 року. Композиції альбому були поділені на п'ять частин. У 2002 році кіносимфонія була перевидана.
Весь музичний спадок В. С. Дашкевича до серіалу становить понад 12 годин, однак коли йому запропонували видати саундтрек було відібрано лише 70 хвилин.

## Композиції

### Часть 1. Знакомство
1. Увертюра — 2:08
2. У Камина — 1:50
3. Тема Зла — 1:01
4. Размышления Холмса — 1:01
5. Тема Гобоя — 0:27
6. Вызов — 0:35
7. Сокровища Агры — 2:01
8. Погоня на Катере — 2:06
9. Скрипка Холмса — 1:22

### Часть 2.Собака Баскервилей
1. Легенда Баскервилей — 2:14
2. Холмс и Ватсон — 1:02
3. Лора Лайнс — 1:35
4. Сэр Генри — 0:58
5. Тревога — 0:43
6. Вальс Берилл — 0:53
7. Пьяный сэр Генри — 0:41
8. Собака Баскервилей — 1:53
9. Приезд в Девоншир — 3:01
10. Лора и Холмс — 1:32
11. В кэбе — 3:24
12. Погоня — 1:57
13. Берилл — 0:54
14. Апофеоз — 0:58

### Часть 3.Смертельный поединок
1. В Доме Адлера — 3:47
2. Предчувствие — 0:38
3. Шулер — 0:48
4. Мориарти — 2:05
5. Схватка — 3:35
6. Рейхенбахский Водопад — 1:50
7. Прощание — 2:17

### Часть 4.Возвращение
1. Траурный Марш — 0:46
2. У Камина без Холмса — 1:34
3. Воспоминание о Холмсе — 0:58
4. Мистический Детектив — 1:43
5. Встреча Холмса и Ватсона — 3:13
6. XX Век — 2:37
7. Танго — 3:54

### Часть 5.Прощание с Холмсом
1. Война — 1:36
2. Вальс Ирен — 2:15
3. Воспоминания о Скрипке Холмса — 0:58
4. Прощание с Домом — 1:27
5. Финал — 2:27